# Tillgodokvitto
Tillgodokvitto är ett kvitto (i detta fall motsvarande en kupong) som en kund ibland kan erhålla vid återlämnande av en vara, särskilt när butiken inte tillämpar öppet köp.
Tillgodokvittot har ett bestämt värde och kunden kan sedan använda det som betalning eller delbetalning vid köp av andra varor från samma säljare. Vanligtvis går det inte att lösa in tillgodokvittot mot pengar eller få kontantväxel vid användning av det. Tillgodokvittot har ofta en angiven giltighetstid, om inte gäller det i Sverige i tio år. Om butiken upphör, går i konkurs eller byter ägare under giltighetstiden kan tillgodokvittot bli ogiltigt.